# Hotel Esqueleto - Rio de Janeiro
Gávea Tourist Hotel, popularmente conhecido como Hotel Esqueleto, é uma estrutura inacabada localizada na Floresta da Tijuca, na zona sul da cidade do Rio de Janeiro, Brasil. Concebido na década de 1950 como um hotel de luxo, o projeto jamais foi concluído, tornando-se com o tempo um ícone da arquitetura abandonada e um ponto turístico alternativo da capital fluminense.

## História

### Fundação e Projeto

Planta do velho Hotel Gávea

O projeto do hotel foi idealizado em 1953 pela incorporadora Companhia Califórnia de Investimentos. O responsável pelo projeto arquitetônico foi o arquiteto Décio da Silva Pacheco, e o empreendimento previa 480 apartamentos, restaurante, piscina e outras comodidades em um terreno de 30 mil metros quadrados.

### Período de Atividades Parciais
Embora nunca tenha sido oficialmente inaugurado como hotel, o edifício abrigou alguns eventos. Em 1965, foi palco de uma festa de réveillon comemorativa do quarto centenário da cidade do Rio de Janeiro. Além disso, uma boate chamada Sky Terrace funcionou no térreo por alguns anos, frequentada por membros da elite carioca.

### Interrupção das Obras e Falência
As obras foram oficialmente interrompidas em 1972. Em 1977, a empresa responsável declarou falência, deixando o edifício inacabado e abandonado. Sem manutenção, o prédio foi saqueado e sofreu deteriorações estruturais ao longo das décadas seguintes.

## Situação Atual
Durante os anos 1980 e 1990, o local foi ocupado por moradores de rua e usado por criminosos. Apesar disso, passou a atrair fotógrafos, curiosos e turistas alternativos, principalmente devido à vista privilegiada da cidade. A estrutura passou a ser conhecida popularmente como "Hotel Esqueleto", devido à aparência inacabada e fantasmagórica.

## Tentativas de Revitalização
Em 2023, foi anunciado um novo projeto de revitalização, com a previsão de transformar o edifício em um hotel boutique com cerca de 80 apartamentos e um centro de convenções. A expectativa é de que as obras sejam concluídas até 2026.